# 김포향교
김포향교(金浦鄕校)는 대한민국 경기도 김포시에 있는 향교이다. 1983년 9월 19일 경기도의 문화재자료 제29호로 지정되었다.

## 개요
향교는 공자와 여러 성현께 제사를 지내고 지방민의 교육과 교화를 위해 나라에서 세운 교육기관이다.
김포향교는 고려 인종5년(1127)에 처음 지었다고 전하나 확실하지 않다. 1960년대 이래 여러차례에 걸쳐 보수하였다. 건물 배치는 전학후묘의 형태로 앞쪽에 교육 공간인 명륜당을, 뒤쪽에 제사 공간인 대성전을 배치하였다. 그 외에 재실(齋室)과 출입구 구실을 하는 외삼문과 내삼문이 있다.
대성전은 앞면 3칸·옆면 3칸의 규모로，지붕은 옆면에서 볼 때 사람 인(人)자 모양인 맞배지붕이다. 지붕 처마를 받치기 위해 장식하여 만든 공포는 새 부리 모양으로 짜맞춘 익공 양식으로 꾸몄다. 옆면과 뒷면에는 방화벽을 설치하였다. 안쪽에는 공자를 비롯하여 중국과 우리나라 성현의 위패를 모시고 있다. 강당인 명륜당은 앞면 5칸·옆면 2칸 규모로，지붕은 옆면에서 볼 때 여덟 팔(八)자 모양인 화려한 팔작지붕을 올렸다.
조선시대에는 나라에서 토지와 노비·책 등을 지원받아 학생을 가르쳤으나, 지금은 교육 기능은 없어지고 제사 기능만 남아 있다. 대성전과 명륜당만 갖춘 조선 후기 작은 규모의 향교 형식을 잘 보여주고 있다.

## 참고 자료
- 김포향교 - 국가유산청 국가유산포털